# Aeroportul Karshi
Aeroportul Karshi (în uzbecă Qarshi Xalqaro Aeroporti) (IATA: KSQ, ICAO: UTSK) este un aeroport din Karși, Regiunea Kașkadaria, Uzbekistan ce deservește zona Karși. Aeroportul a fost tranzitat în 2019 de 72.000 de pasageri.
Situat la o altitudine de 375 m, aeroportul dispune de 1 pistă. Este operat de Uzbekistan Airways⁠(d).

## Infrastructură

### Piste
Aeroportul dispune de o singură pistă. Pista 16/34 are suprafața de beton. 